# Frank Worrell
Sir Frank Mortimer Maglinne Worrell (* 1. August 1924 in St Michael, Barbados; † 13. März 1967 in Kingston, Jamaika) war ein westindischer Cricketspieler, der 1951 zu einem der fünf Wisden Cricketers of the Year gewählt wurde.

## Leben
Frank Worrell hat zwischen 1948 und 1963 für das Team der West Indies 51 Begegnungen im Test Cricket absolviert und insgesamt 3.860 Runs erzielt (49,48 Runs pro Wicket). Er war der erste afro-karibische Kapitän des West Indies Cricket Teams. Bei 15 Tests lief er als Kapitän auf. Seinen ersten Testeinsatz hatte Worrell im Februar 1948 gegen England in Port of Spain. Den letzten Einsatz bei einem Test hatte Worrell gegen England in London im August 1963. Nachdem er seine aktive Laufbahn beendet hatte, wurde Frank Worrell Senator auf Jamaika, wohin er 1947 auswanderte. 1964 wurde Frank Worrell für seine Verdienste um das Cricket zum Ritter geschlagen. Am 13. März 1967 starb er 42-jährig an Leukämie.